# Milan Pavlović
Milan Pavlović, hrvaški general, * 29. maj 1918, † ?.

## Življenjepis
Pavlović, častnik VKJ, se je leta 1941 pridružil NOVJ in KPJ. Med vojno je bil namestnik poveljnika 8. banijske brigade, načelnik štaba 8. divizije, poveljnik 7. divizije,...
Po vojni je bil poveljnik Mehaniziranega korpusa, poveljnik divizije, načelnik Tehniškega šolskega centra,...